# Tadese Tola
Tadese Tola (Addis Abeba, 31 ottobre 1987) è un maratoneta e mezzofondista etiope.

## Palmarès
| Anno | Manifestazione      | Sede    | Evento        | Risultato | Prestazione | Note |
| ---- | ------------------- | ------- | ------------- | --------- | ----------- | ---- |
| 2006 | Campionati africani | Bambous | 10000 m piani | 5º        | 28'15"16    |      |
| 2007 | Giochi panafricani  | Algeri  | 10000 m piani | Argento   | 27'28"08    |      |
| 2007 | Mondiali            | Osaka   | 10000 m piani | 13º       | 28'51"75    |      |
| 2013 | Mondiali            | Mosca   | Maratona      | Bronzo    | 2h10'23"    |      |

## Altre competizioni internazionali
2007
- Oro alla Cherry Blossom Ten Mile Run ( Washington) - 46'00"
- Oro al Jan Meda International Cross Country ( Addis Abeba) - 35'13"
- Oro al Cross Internacional de Venta de Baños ( Venta de Baños) - 30'39"

2008
- Oro alla San Silvestro Vallecana ( Madrid)

2009
- 9º alla Maratona di Chicago ( Chicago) - 2h15'48"
- Oro alla New York City Half Marathon ( New York) - 1h01'06"
- Oro alla UAE Healthy Kidney 10K ( New York) - 27'48"

2010
- Oro alla Maratona di Parigi ( Parigi) - 2h06'41"
- Argento alla Maratona di Francoforte ( Francoforte) - 2h06'31"

2011
- 4º alla Maratona di Eindhoven ( Eindhoven) - 2h07'13"

2012
- 5º alla Dubai Standard Chartered Marathon ( Dubai) - 2h05'10"
- 4º alla Maratona di Eindhoven ( Eindhoven) - 2h08'01"

2013
- Oro alla Maratona di Pechino ( Pechino) - 2h07'16"
- Bronzo alla Dubai Standard Chartered Marathon ( Dubai) - 2h04'49"
- Argento alla Maratona di Parigi ( Parigi) - 2h06'33"

2014
- Argento alla Maratona di Tokyo ( Tokyo) - 2h05'57"
- Oro alla Maratona di Varsavia ( Varsavia) - 2h06'55"

2015
- 9º alla Maratona di Boston ( Boston) - 2h13'35"

2016
- 5º alla Maratona di Francoforte ( Francoforte) - 2h11'52"

2017
- 7º alla Toronto Waterfront Marathon ( Toronto) - 2h16'44"

2018
- 9º alla Dublin Marathon ( Dublino) - 2h17'03"

2019
- Oro alla Maratona di Shenzhen ( Shenzhen) - 2h10'13"